# Vultures
Vultures — дебютный альбом британо-канадской грув-метал супергруппы AxeWound, выпущенный 1 октября 2012 года. Первая песня «Vultures», записанная совместно с Синистер Гейтс, была выпущена 1 мая 2012 года. После чего основатель группы Мэттью Так представил группу, в которой играют он, вокалист Лиам Кормиэр, гитарист Майк Кингсвуд, басист Джои Копкат и барабанщик Джейсон Боулд. Позднее вышел второй сингл с альбома, «Cold», премьера которого состоялась 29 мая. Альбом был спродюсирован самим Мэттом и смикширован Machine.

## Список композиций
Все тексты написаны Мэттом Таком и Лайамом Кормиером, вся музыка написана Мэттом Таком и Джейсоном Боулдом.
| №                   | Название                               | Длительность |
| ------------------- | -------------------------------------- | ------------ |
| 1.                  | «Vultures» (с участием Синистер Гейтс) | 3:46         |
| 2.                  | «Post Apocalyptic Party»               | 4:47         |
| 3.                  | «Victim of the System»                 | 2:41         |
| 4.                  | «Cold»                                 | 4:10         |
| 5.                  | «Burn Alive»                           | 4:32         |
| 6.                  | «Exorchrist»                           | 3:48         |
| 7.                  | «Collide»                              | 5:56         |
| 8.                  | «Destroy»                              | 3:34         |
| 9.                  | «Blood Money and Lies»                 | 3:35         |
| 10.                 | «Church of Nothing»                    | 4:46         |
| Общая длительность: | Общая длительность:                    | 41:35        |

## Участники записи
AxeWound
- Мэтт Так — ритм-гитара, бэк-вокал, продюсирование
- Лайам Кормиер — вокал
- Майк Кингсвуд — гитара
- Джои Копкат — бас-гитара
- Джейсон Боулд — ударные, перкуссия

Приглашённые музыканты
- Синистер Гейтс — гитарное соло на «Vultures»
- Мэтт Бонд — Пианино на «Collide»
- Machine — сведение, мастеринг